# Домініканці (народ)
Домініка́нці (ісп. Dominicanos) — народ, що становить основне населення Домініканської Республіки. Більшість проживає саме в цій країні. За її межами найбільше домініканців живе в США та Іспанії.
Чисельність населення Домініканської Республіки в 2016 році становила 10,2 млн осіб, близько 95 % з них — домініканці.

## Назва
Назва домініканці є катойконімом, історичною назвою жителів генерал-капітанства Санто-Домінго (так називалась Домініканська Республіка за часів іспанського колоніального панування). Стару назву зберігає столиця країни Санто-Домінго, вона походить від імені покровителя міста Святого Домініка.
Перше засвідчене використання слова «Dominicanos» зустрічається в листі короля Іспанії Філіпа IV 1625 року до жителів генерал-капітанства Санто-Домінго, в якому він дякує домініканцям за їх героїчні дії при захисті острова під час нападу голландського флоту. Цей лист зберігається в «Archivo General de Indias» в іспанському місті Севілья.
Іншою назвою народу є кіскеянці (ісп. Quisqueyanos). Цей термін походить від давньої назви країни Кіскея (ісп. Quisqueya), що мовою її корінних жителів індіанців таїно означає «Мати Землі». Назви Кіскея, кіскеянці використовуються як поетичні терміни, зустрічаються в піснях, а також у тексті державного гімну Домініканської Республіки.

## Історія
До європейської колонізації острів Гаїті, центральну та східну частину якого займає Домініканська Республіка, населяли індіанці таїно, що розмовляли однією з аравакських мов. Близько 650 року вони переселилися з північного сходу Південної Америки і витіснили місцевих жителів.. Острів був розділений на кілька вождівств. Основними заняттями населення були землеробство, рибальство,, а також полювання і збиральництво.

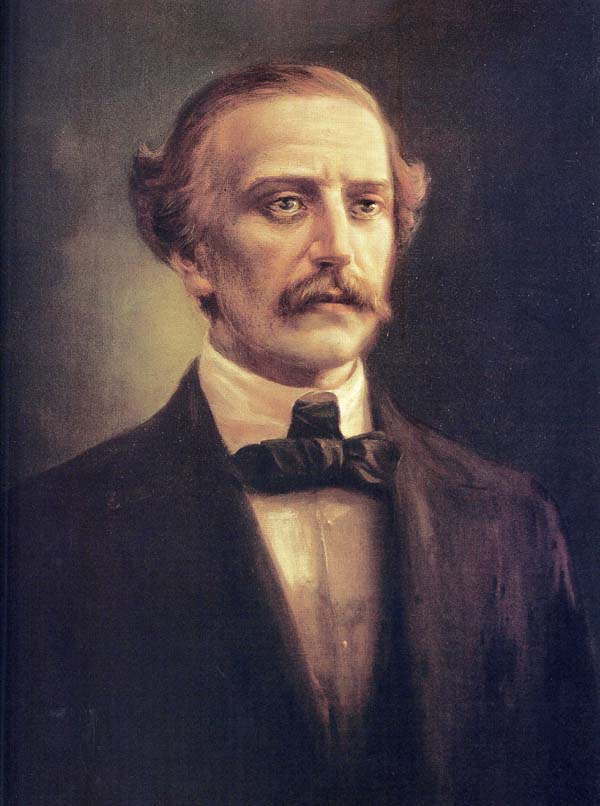
Хуан Пабло Дуарте, батько-засновник Домініканської Республіки, лідер тринітаріїв та ідеолог боротьби за незалежність Домінікани.

У 1492 році Колумб і його команда були першими європейцями, що зустрілися з місцевим населенням, а територія Домініканської Республіки прийняла перших європейських поселенців у Західній півкулі. Відкритий ним острів Колумб назвав Еспаньйолою (ісп. La Española) через схожість місцевого клімату і рельєфу до іспанського ландшафту. 1496 року Бартоломео Колумб, брат Христофора Колумба, заснував місто Санто-Домінго, перше постійне поселення в «Новому світі». Заснована колонія стала трампліном для подальшого іспанського завоювання Америки і протягом багатьох десятиліть була штаб-квартирою іспанської колоніальної влади в Західній півкулі. Санто-Домінго став центром для військових експедицій на американський материк.
Колумб описував індіанців, як високих і струнких людей з благородним характером. Спочатку між іспанцями і тубільцями встановилися дружні стосунки, але згодом європейці почали підкорення місцевих жителів. Індіанці чинили опір завоюванню. На деякий час їм навіть вдалося досягти успіху, але місцеве населення було менш організоване і мало значно гірше озброєння. Тому невдовзі іспанці отримали повний контроль над островом. Вже через кілька десятків років після прибуття Колумба чисельність місцевого населення різко скоротилася через війни та мішані шлюби з європейцями. Дані перепису населення 1514 року показують, що не менше 40 % іспанських чоловіків у Санто-Домінго одружилися з тубільними жінками.
Після заснування генерал-капітанства на острів стало прибувати населення з Іспанії, зокрема з Каталонії, а також з інших європейських країн, таких як Франція і Португалія. У 1501 році до колонії почали завозити рабів з Африки, цей процес тривав до XIX ст.
У середині XVII ст. французи розпочали колонізацію північно-західного узбережжя Еспаньйоли. Після десятиліть збройної боротьби з французами, Іспанія поступилася західною частиною острова на користь Франції (тепер це територія Республіки Гаїті). 1697 року між Іспанією і Францією був підписаний Рейсвейкський мирний договір, який, серед іншого, закріпив розділ острова Еспаньйола. 17 квітня 1655 р. на острові висадилися англійські війська. Вони спробували захопити Санто-Домінго, але іспанці успішно відбили напад.
До середини 18-го століття, чисельність населення збільшувалася в основному за рахунок еміграції з Канарських островів. З приходом нових іспанських колоністів стали створюватись плантації цукрової тростини та тютюну. Для забезпечення їх робочою силою відновилася работоргівля. Згодом, коли господарство колонії перейшло від вирощування цукрової тростини до розведення великої рогатої худоби, расові та кастові відмінності на острові стали менш важливими. У кінцевому підсумку це призвело до поєднання іспанської, африканської, і місцевої культур — так були закладені підвалини національної ідентичності домініканців. За оцінками, населення колонії в 1777 році становило близько 400 000 осіб, з яких 100 000 були європейці та креоли, 70 000 африканці, 100 000 метиси, 60 000 самбо і 70 000 мулати.
У 1795—1808 колонією Санто-Домінго володіла Франція, а 1821 року країна проголосила свою незалежність від Іспанії. Ще раніше, 1804 року, після повстання негритянського населення на заході острова постала нова держава Гаїті. 1822 року гаїтянські війська окупували іспаномовну частину острова й панували там протягом 22 років. Окупація посіяла глибоку ворожнечу між гаїтянами (франкомовними неграми) та домініканцями (іспаномовними мулатами). 1844 року Домініканська Республіка врешті стала незалежною.
У ХХ столітті в країні оселилося багато арабів (в основному з Лівану і Сирії), японців, меншою мірою корейців. Вони працюють в сільському господарстві. Китайці, які втікали від комуністичної Народно-визвольної армії Китаю (НВАК) масово прибували до Домініканської Республіки й працювали в шахтах і на будівництві залізниць.

## Чисельність, расовий та етнічний склад

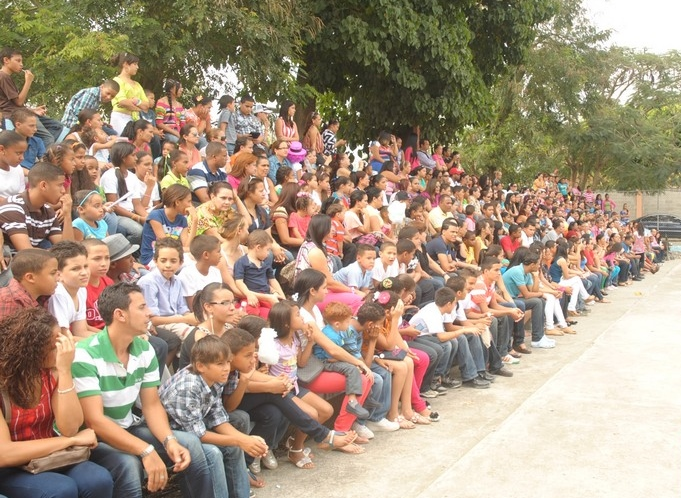
Домініканці регіону Сібао, розташованого у північній частині країни.

Загальна чисельність населення Домініканської Республіки у другій половині 2017 року оцінювалася в 10 189 895 осіб, з яких 9 341 916 домініканці, решта мала іноземне походження.
Більшість домініканців належать до трьох основних расових груп: 73 % до змішаної раси (мулати й метиси), 16 % білі, ще 11 % чорношкірі.
Генетичні дослідження показали що сучасний генотип домініканців є в основному європейським зі значним субстратом корінного та африканського населення, він містить близько 60 % генів європейців, 30 % африканців і 10 % корінних американців. Європейці та корінні американці переважають в північно-центральному регіоні (Сібао), в той час як африканці — на південно-східній рівнині й у більшості прибережних районів. Останнім часом домініканські й пуерториканські дослідники, виявили у складі нинішнього домініканського населення наявність генів, що належать гуанчам — аборигенам Канарських островів. Ці типи генів були також виявлені у населення Пуерто-Рико.
У другій половині 2017 року уряд Домініканської Республіки провів дослідження структури іноземного населення країни. Найбільшу групу становили гаїтяни 751 080 осіб або 88,6 % від загальної чисельності цієї категорії населення 847 979 осіб. 497 825 із них були народжені в Гаїті, 171 859 гаїтян народилися в Домініканській Республіці, ще 81 590 були домініканцями, що мали гаїтянських батьків. Серед інших громадян іноземного походження 25 872 особи були вихідцями з Венесуели, 10 016 осіб — із США, 7 592 особи — з Іспанії, 3 713 осіб — з Італії, 3 069 осіб — з Китаю, 2 642 особи — з Колумбії, 2 356 осіб — з Пуерто-Рико і 2 024 особи — з Куби.

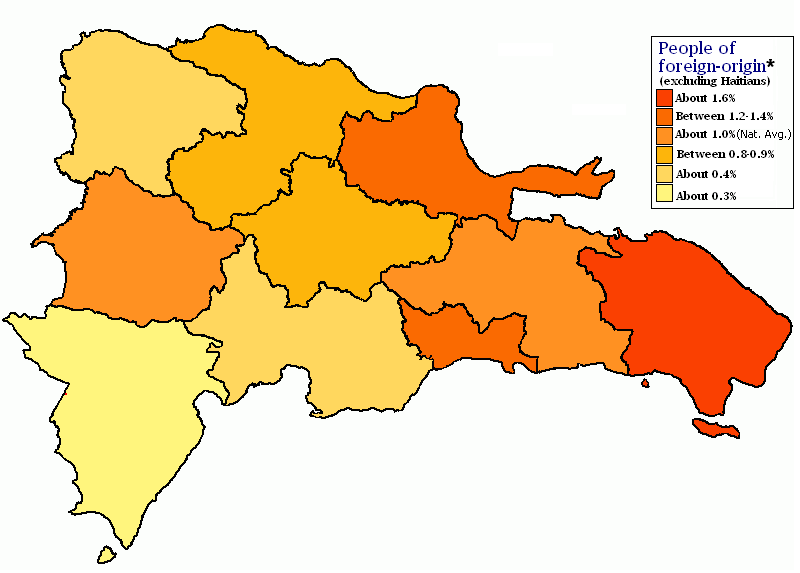
Доля іноземців (за винятком гаїтян) у населенні регіонів Домініканської Республіки.

Динаміку змін чисельності іноземців у Домініканській Республіці можна зрозуміти, порівнявши ці дані з попередніми. За переписом 2010 року було зареєстровано 311 969 гаїтян, 24 457 американців, 6 691 іспанець, 5 763 пуерториканці і 5 132 венесуельці. У 2012 році в країні було 458 233 гаїтяни; 13 514 американців, 6 720 іспанців, 4 416 пуерториканців, 4 040 італійців, 3 643 китайці, 3 599 французів, 3 434 венесуельців, 3 145 кубинців, 2 738 колумбійців, 1 792 німці та інші.
У країні мешкають нащадки іммігрантів, які прибули з інших островів Карибського басейну: Сент-Кітс і Невіс, Домініка, Антигуа, Сент-Вінсент, Монтсеррат, Тортола, Санта-Крус, Сент-Томас, Мартиніка і Гваделупа. Вони працювали на плантаціях цукрової тростини та селилися в основному в містах Сан-Педро-де-Макоріс і Пуерто-Плата. Зростає число пуерториканських іммігрантів в околицях Санто-Домінго.
Вихідці із Східної Азії (етнічні китайці і японці) розселені по всій країні. Нинішня китайська діаспора становить 50 000 осіб. В останній час швидкими темпами зростає арабська громада, в основному ліванці, сирійці і палестинці.
По всій країні налічується близько 100 євреїв. Єврейське населення складається із сефардів, які були вигнані з Іспанії і Середземномор'я в 1492 і 1497 роках, у поєднанні з іншими міграціями з 1700-х років і під час Другої світової війни, коли 800 єврейських біженців перебралися в Домініканську Республіку. Багато їх нащадків компактно проживають в місті Сосуа, в той час як інші розселені по всій країні.

## Еміграція

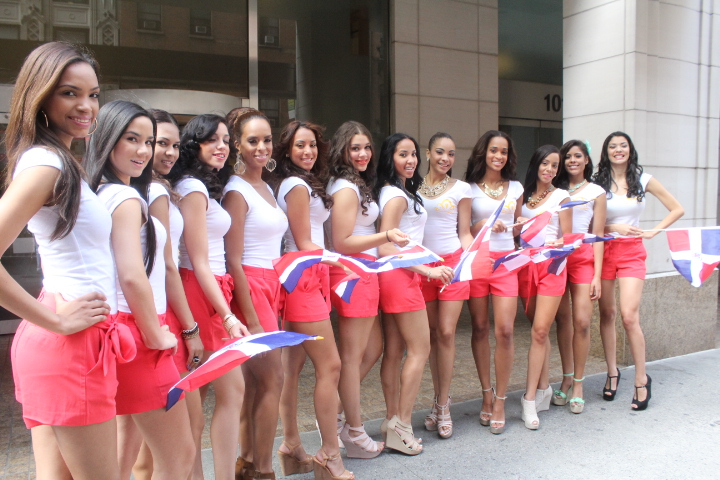
Домініканки на домініканському параді в Нью-Йорку

Домініканська еміграція до США тривала протягом століть. Дослідження інституту домініканських досліджень Міського університету Нью-Йорка задокументували близько 5000 домініканських емігрантів, які прибули до США через острів Елліс у період між 1892 і 1924 роками.
Першою зареєстрованою людиною домініканського походження, що переселилася до Сполучених Штатів, був матрос Хуан Родрігес. Він прибув до Мангеттена в 1613 році із Санто-Домінго й став першою людиною, що провела тривалий час на цьому острові й не була корінним американцем. Він також став першим домініканцем і водночас першим латиноамериканцем, а також першою людиною з європейським (зокрема, португальським) і африканським корінням, що поселилася в Нью-Йорку.
У другій половині ХХ століття мали місце три значні хвилі імміграції до США. Перша хвиля стартувала в 1961 році й була пов'язана із вбивством військового диктатора країни генерала Рафаеля Трухільйо, організованим групою високопоставлених заколотників, за сприяння ЦРУ. Після смерті диктатора страх помсти з боку прихильників Трухільйо й політична невизначеність у країні стимулювали відтік населення з острова. 1965 року США розпочали військову окупацію Домініканської Республіки. Водночас були пом'якшені умови отриманням домініканцями американських віз. З 1966 по 1978 рік еміграція з країни продовжувалась. Вона була зумовлена високим рівнем безробіття та політичними репресіями в Домініканській Республіці. На той час домініканці першої хвилі іммігрантів до США створили мережу, яка сприяла прибуттю нових груп мігрантів з острова. На початку 1980-х років безробіття, інфляція і зростання вартості долара спонукали третю й найбільшу хвилю еміграції острівної нації. Цього разу основну масу мігрантів становили представники незаможних верств населення. Сьогодні еміграція з Домініканської Республіки залишається високою, переселенцям надають допомогу соціальні мережі, вже створені домініканськими громадами в США.
Крім Сполучених Штатів, значне число домініканців також переселилося до Іспанії й Пуерто-Рико.

## Мова
Офіційною мовою Домініканської Республіки є іспанська. Поширений її місцевий домініканський варіант (ісп. Español dominicano); він схожий з канарським діалектом іспанської, а також містить багато запозичень з аравакських мов. Багато місцевих назв і слів використовується в повсякденному спілкуванні, а також у назвах багатьох товарів, що експортуються з Домініканської Республіки.
Частина населення говорять іншими мовами: англійською, французькою, німецькою, італійською, китайською.
Населення гаїтянського походження говорить гаїтянською креольською мовою. На півострові Самана існує громада, що налічує близько 8000 носіїв англійської мови. Вони є нащадками афро-американців, колишніх рабів, що прибули в Домініканську Республіку в XIX столітті.
Шкільна освіта Домініканської Республіки подібна до іспанської освітньої моделі, англійська та французька мови викладаються як другі мови в приватних і державних школах.
Туризм, вплив американської поп-культури, а також домініканців, що проживають в США і з якими місцеве населення підтримує економічні зв'язки, мотивують інших домініканців вивчати англійську мову.

## Релігія

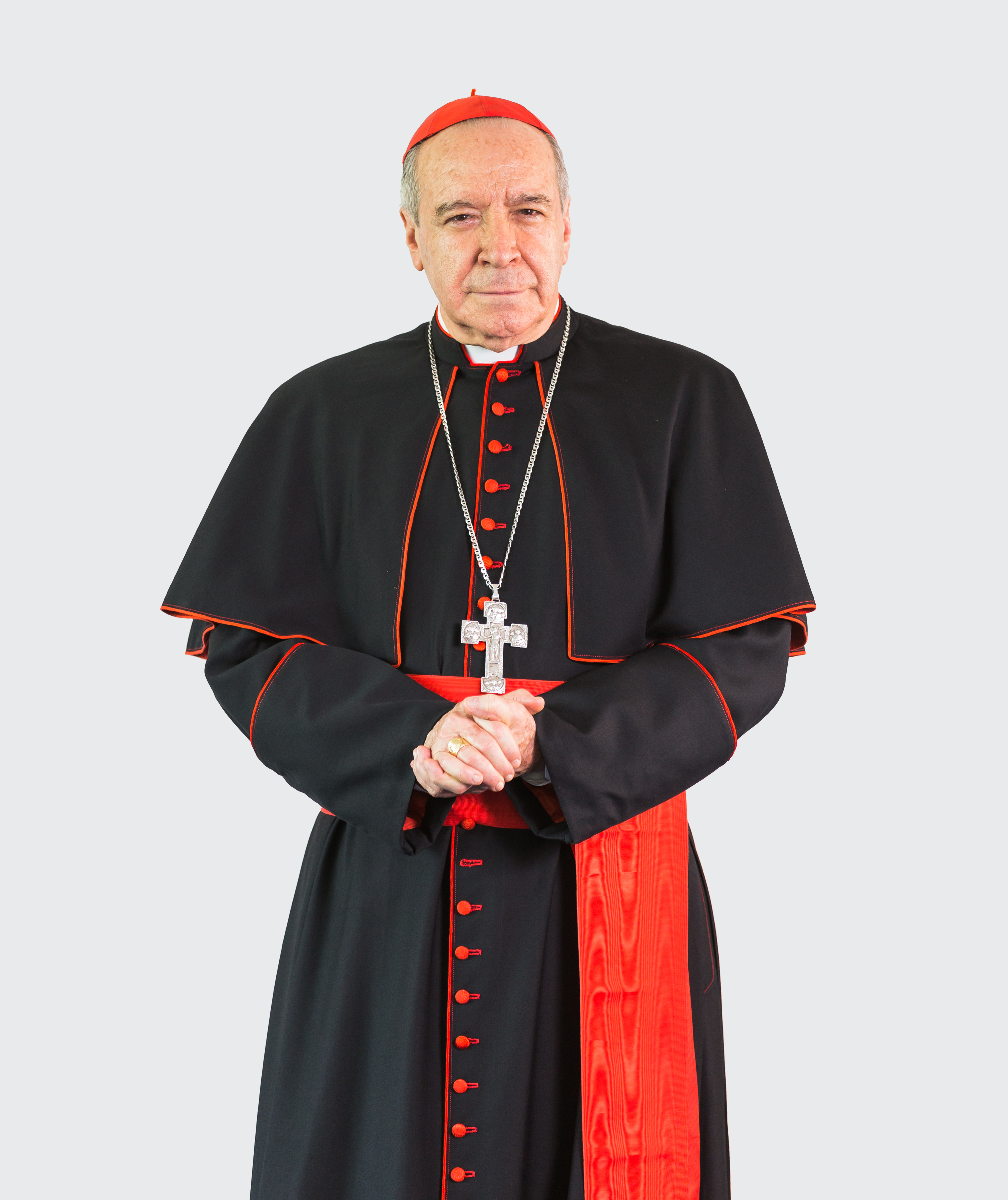
Кардинал Ніколас де Хесус Лопес Родрігес, архієпископ Санто-Домінго (1981-2016).

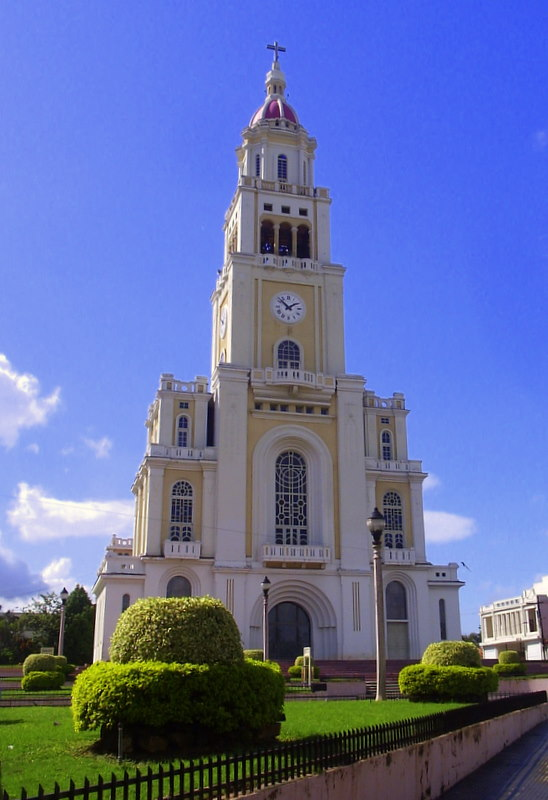
Мока, Домініканська Республіка.

80 % населення Домініканської Республіки дотримується християнства (57 % римо-католики і 23 % протестанти), 2 % є прибічниками інших вірувань, 18 % на мають релігійних переконань.
Католицизм був завезений Колумбом й іспанськими місіонерами. Релігія не стала визначальним чинником у суспільстві, як це було на той час в інших частинах світу. Більшість населення не відвідувало церкву регулярно. Тим не менше, освіта в країні базується на католицькій релігії. Біблію вивчають в усіх державних школах. Діти використовують релігійні діалоги при вітанні до родичів або батьків. Наприклад, дитина каже: «Благослови мене мамо», а мати відповідає: «Хай благословить тебе Господь»
Домініканці мають двох святих покровителів: Пресвята Богородиця Ла-Альтаграсія (ісп. Nuestra Señora de la Altagracia), покровителька домініканського народу, та Пресвята Богородиця Милосердна (ісп. Nuestra Señora de las Mercedes), покровителька Домініканської Республіки.
Католицька Церква почала втрачати популярність наприкінці дев'ятнадцятого століття. Це було пов'язано з відсутністю достатнього фінансування священиків та програми підтримки церкви. У той же час почали набирати популярність серед населення протестантські євангельські рухи. Релігійної напруги між католиками і протестантами не виникало. На всій території країни завжди існувала свобода віросповідання. Лише в 1950-х роках диктатор Трухільйо розпочав кампанію проти церкви і планував арешт священиків і єпископів, які в своїх проповідях виступали проти уряду. Ця кампанія закінчилася після вбивства диктатора.
В останні роки спостерігалася міграція до країни представників інших віросповідань, проте їх частка в загальній чисельності населення залишається незначною: спіритисти 1,2 %, прибічники Церкви Ісуса Христа Святих останніх днів 1,1 %, буддисти 0,1 %, багаїсти 0,1 %,, мусульмани 0,02 %, юдеї 0,01 %, прихильники китайської народної релігії 0,1 %.
Юдаїзм з'явився в Домініканській Республіці наприкінці 1930-х років.

## Культура
Культура Домініканської Республіки, як і її сусідів з Карибського басейну становіть суміш культур європейських колоністів, африканських рабів і автохтонного населення. Європейські, африканські та місцеві культурні елементи найбільш помітні у харчуванні, сімейній структурі, релігії та музиці.

### Кухня
Домініканська кухня сформувалася протягом останніх декількох століть, на неї вплинули іспанські й африканські гастрономічні традиції. Типові страви дуже схожі на ті, що можна знайти в інших країнах Латинської Америки, але багато з них мають інші назви. Звичайний сніданок складається з яєць і мангу (пюре з варених бананів). Більш ситний його варіант включає засмажене м'ясо (зазвичай домініканське салямі) або сир, або те й інше разом. Так само, як в Іспанії, найбільше їжі, як правило, споживають на обід. Типовий обід складається з рису, декількох видів м'яса (курка, яловичина, свинина, або риба), бобів, бананів, а також порції салату. Ла-бандера (буквально, прапор) є найпопулярнішою обідньою стравою. Вона складається з м'яса і червоної квасолі та білого рису. Популярний в країні суп санкочо, який готують із семи сортів м'яса, є традиційною стравою національної кухні.
Домініканська кухня використовує майже всі продукти харчування: м'ясо та морепродукти, рис, картоплю або банани, інші види овочів, салат. Їжа дуже поживна. Багато страв готуються з використанням сумішей місцевих трав і спецій, які роблять страви ароматними й апетитними. На південно-центральному узбережжі використовують крупу із цільної пшениці — булгур, основний інгредієнт табуле. Інші улюблені домініканські страви: чичарон, юка, касабе (хліб із маніока), батата, пастелес-ен-охас (пиріжки в банановому листі), традиційні сендвічі чимічуррі, тостонес (смажені банани).
Улюбленими ласощами домініканців є аррос-кон-дульсе (рисовий пудинг), біскочо-домінікано (домініканський торт), абічуелас-кон-дульсе (квасоля із солодкими вершками), флан, фріо-фріо (морозиво), дульсе-де-лече, канья (солодощі з цукрової тростини) тощо.
Улюблені напої домініканців: морір-соньяндо (апельсиновий сік з молоком, цукром і льодом), ром, пиво, мама-хуана (ром з червоним вином та медом), батіда (смузі), фреші, мабі (сік з кори колубрини) та кава.

### Музика і танці

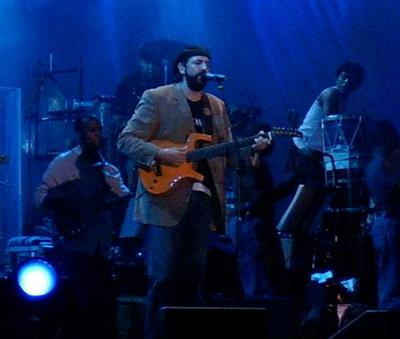
Домініканський музикант Хуан Луїс Герра

Домініканська Республіка відома створенням музичного стилю під назвою меренге, Це швидка й ритмічна танцювальна музика, темп якої становить від 120 до 160 ударів за хвилину. Темп задається барабанами, духовими та струнними інструментами, а також місцевими музичними інструментами, такими як тамбора (домініканський барабан), акордеон і гуїра (місцевий металевий ударний інструмент).
У період між 1937 і 1950 роками деякі домініканські групи пропагували стиль меренге на міжнародному рівні. Згодом меренге з'явився на радіо й телебаченні, його популяризували відомі співаки цього стилю: Хуан Луїс Герра, Фернандо Вільялона, Едді Еррера, Серхіо Варгас, Тоньо Росаріо, Джонні Вентура, Міллі Кесада і Чичі Перальта. У Сполучених Штатах стиль меренге став популярним головним чином на східному узбережжі в 1980-х і 90-х роках. У той період багато домініканських митців, серед яких Віктор Роке, Ла-Гран-Мансана, Генрі Йерро, Захарія Ферейра, група Авентура, Міллі Кесада, Джоселін і лос-Векінос, що проживають в США (особливо в Нью-Йорку), почали виступати на латинській клубній сцені й отримувати ефір на радіостанціях.
У ці ж часи в США, разом із збільшенням числа домініканців, які живуть серед інших латиноамериканських груп в Нью-Йорку, Нью-Джерсі та Флориді, набув популярності танець бачата, що сприяло зростанню популярності домініканської музики в цілому в Сполучених Штатах. Бачата — це музичний стиль і танець, що зародився в сільській місцевості Домініканської Республіки; він став досить популярним в останні роки. Його сюжети романтичні; особливо поширені розповіді про людське горе та журбу. Насправді, оригінальна назва цього жанру música de amargue («музика гіркоти»). Бачата тісно пов'язана з пан-латиноамериканським романтичним стилем, який називається болеро.
Великою популярністю в країні користується музика сальси. Наприкінці 1960-х років домініканські музиканти, такі як Джонні Пачеко, зіграли значну роль у розвитку й популяризації цього жанру.
Серед домініканської молоді набирає популярність реп. Поширений напрямок цієї музики, відомий як реп-дель-патіо («дворовий реп»). Це реп-музика, створена домініканськими музичними групами та сольними виконавцями. Домініканський реп, як і американський, фокусується в основному на міських темах, таких як, гроші, жінки, злидні.

### Мода
Тиждень моди Домініканської Республіки став найважливішою подією такого роду в усьому Карибському басейні й однією з найбільш визначних подій у світі латиноамериканської моди. Країна може похвалитися однією з десяти найбільших шкіл дизайну в регіоні, що ставить її в один ряд із ключовими гравцями у світі моди та дизайну.
Всесвітньо відомий кутюр'є Оскар де ла Рента народився в Домініканській Республіці в 1932 році. У 1971 році він став громадянином США. Де ла Рента навчався у іспанського дизайнера Крістобаля Баленсьяґа, потім працював з будинком моди Ланвін в Парижі. Згодом, 1963 року де ла Рента заснував власний будинок моди. Після переїзду до США дизайнер відкрив мережу власних бутиків по всій країні. Його моделі поєднують стилі французької та іспанської моди з американськими стилями. Хоча він жив у Нью-Йорку, де ла Рента також продавав свій одяг в країнах Латинської Америки. В рідній країні він став дуже популярним. За благодійну діяльність й особисті досягнення де ла Рента був відзначений урядовими нагородами Домініканської Республіки.

### Спорт

Домініканський гравець головної ліги бейсболу Альберт Пухольс

Бейсбол є найпопулярнішим видом спорту в Домініканській Республіці. Після Сполучених Штатів, Домініканська Республіка займає друге місце за кількістю гравців у Головній лізі бейсболу (MLB). Деякі з домініканських гравців були визнані одними з найкращих. Оззі Вірджил (старший) був першим домініканцем, який грав у MLB. Іншими видатними гравцями ліги, що народилися в Домініканській Республіці, є: Менні Рамірес, Девід Ортіс, Владімір Герреро, Педро Мартінес, Альберт Пухольс, Адріан Бельтре, Хосе Реєс, Хосе Баутіста, Генлі Рамірес, Мігель Техада, Хуан Марічал, Рафаель Фуркаль і Семмі Соса.
Уродженець Домініканської Республіки Фелікс Санчес є олімпійським золотим медалістом 2004 й 2012 років з бігу на 400 м з бар'єрами, а
також чемпіоном світу в цій дисципліні 2001 і 2003 років.
Луїс Кастільйо, колишній захисник Національної футбольної ліги США з американського футболу, що виступав за команду Сан-Дієго Чарджерс у 2005—2011 роках, є обличчям іспаномовної версії комп'ютерної гри Madden NFL 08.
Національна баскетбольна асоціація (НБА) також має гравців з Домініканської Республіки, серед них Чарлі Вільянуева, Ел Горфорд і Франсиско Гарсія.
Бокс після бейсболу є другим за популярністю видом спорту в Домініканській Республіці. В цій країні виховали десятки бійців світового класу, серед яких є й чемпіони світу.

### Свята
| Дата                  | Назва                                   | Примітки                                                                          |
| --------------------- | --------------------------------------- | --------------------------------------------------------------------------------- |
| 1 січня               | Новий рік                               | Неробочий день                                                                    |
| 6 січня               | Католицький день Богоявлення            | Переноситься                                                                      |
| 21 січня              | День Альтаграсія                        | Неробочий день. День покровительки (католицький).                                 |
| 26 січня              | День Дуарте                             | Переноситься. День батька-засновника Домініканської Республіки.                   |
| 27 лютого             | День Незалежності                       | Неробочий день. Національне свято.                                                |
| Змінна дата           | Страсний тиждень                        | Робочі дні, крім Страсної п'ятниці. Католицьке свято.                             |
| 1 травня              | Міжнародний день праці                  | Переноситься                                                                      |
| Остання неділя травня | День матері                             |                                                                                   |
| Змінна дата           | Католицьке Свято Тіла і Крові Христових | Неробочий день. Припадає на четвер у травні або червні (60 днів після Великодня). |
| 16 серпня             | День відновлення незалежності           | Неробочий день                                                                    |
| 24 вересня            | Пресвятої Богородиці Милосердної        | Неробочий день. День покровительки (католицький)                                  |
| 6 листопада           | День Конституції                        | Переноситься                                                                      |
| 25 грудня             | Різдво Христове                         | Неробочий день                                                                    |

Примітки:
- Неробочі святкові дні не переносяться на інший день.
- Якщо змінна дата свята припадає на суботу, неділю або понеділок, то свято не переноситься на інший день. Якщо він випадає на вівторок або середу, свято переноситься на попередній понеділок. Якщо він випадає на четвер або п'ятницю, свято переноситься на наступний понеділок.

## Відомі особистості
- Педро Сантана (1801—1864) — тричі президент країни у 1844—1861 рр., а також перший генерал-губернатор Санто-Домінго під час іспанської окупації.
- Буенавентура Баес (1812—1884) — домініканський політик, у 1849—1878 рр. п'ять разів обіймав посаду президента країни.
- Хуан Пабло Дуарте (1813—1876) — герой національно-визвольного руху країни.
- Матіас Рамон Мелла (1816—1864) — домініканський військовик і політик, національний герой.
- Франсіско дель Росаріо Санчес (1817) — адвокат, політик та активіст, національний герой.
- Грегоріо Луперон (1839—1897) — домініканський військовий і політичний діяч, лідер національно-визвольного руху, президент країни (1879—1880).
- Улісес Еро (1845—1899) — домініканський політичний діяч, у 1882—1899 рр. тричі обіймав посаду президента країни.
- Рамон Касерес (1866—1911) — домініканський політик, президент країни у 1906—1911 роках.
- Карлос Феліпе Моралес (1867—1914) — домініканський священик, військовий і політичний діяч, президент країни у 1903—1906 роках.
- Педро Енрікес Уренья (1884—1946) — філолог, журналіст, педагог.
- Рафаель Трухільйо (1891—1961) — домініканський диктатор (1930—1961), президент, генералісимус, головнокомандувач Збройних сил.
- Хоакін Балагер (1906—2002) — домініканський політик, у 1960—1996 рр. тричі обіймав посаду президента країни.
- Антоніо Гусман Фернандес (1911—1982) — домініканський політик і бізнесмен, президент країни з 1978 до 1982 року.
- Дональд Рейд Кабраль (1923—2006) — домініканський державний діяч, голова правлячого Тріумвірату Домініканської Республіки (1963—1965).
- Сальвадор Хорхе Бланко (1926—2010) — домініканський політик, президент країни з 1982 до 1986 року.
- Оскар де ла Рента (1932—2014) — американський модельєр домініканського походження.
- Даніло Медіна (нар. 1951) — домініканський політик, президент країни з 16 серпня 2012 року.
- Леонель Фернандес Рейна (нар. 1953) — домініканський політик, президент у 1996—2000 і 2004—2012 роках.
- Хуан Луїс Герра (нар. 1957) — співак і композитор у стилі меренге.
- Томас Перес (нар. 1961) — американський юрист і політик домініканського походження, міністр праці США в адміністрації Обами (2013—2017).
- Джуно Діас (нар. 1968) — американський письменник домініканського походження.
- Аморі Ноласко (нар. 1970) — пуерториканський актор, народився в домініканській сім'ї.
- Мері Джо Фернандес (нар. 1971) — американська тенісистка домініканського походження, дворазова олімпійська чемпіонка.
- Віктор Мартінес (нар. 1973) — професійний бодібілдер.
- Девід Ортіс (нар. 1975) — професійний бейсболіст.
- Фелікс Санчес (нар. 1977) — домініканський легкоатлет, олімпійський чемпіон.
- Зої Салдана (нар. 1978) — американська кіноакторка домініканського походження.
- Даша Поланко (нар. 1982) — американська кіноакторка домініканського походження.
- Мануель Фелікс Діас (нар. 1983) — домініканський боксер-професіонал, олімпійський чемпіон 2008 року.
- Амелія Вега (нар. 1984) — домініканська модель і співачка, міс Всесвіт 2003 року.
- Ада де ла Крус (нар. 1985) — домініканська модель.
- Ел Горфорд (нар. 1986) — домініканський професійний баскетболіст.
- Джекі Круз (нар. 1986) — американська співачка й акторка.
- Кет ДеЛуна (нар. 1987) — американська R&B/хіп-хоп-співачка домініканського походження.
- Джордж Лендеборг (нар. 1996) — американський кіноактор і комік домініканського походження.